# Rickard Åström
Rickard Åström, född 9 december 1964, är en svensk pianist, kapellmästare och arrangör/kompositör.
Åström är utbildad på Musikhögskolan i Göteborg 1983–1988. Han vann två grammisar med Groupa 1990 och 1995. Han fick som en av de första elva musikerna i Sverige anställning i Musikalliansen 2008. Rickard är aktiv inom forskning inom musik och hälsa och har utvecklat appen MusicforMoods
Åström är far till skådespelerskan Anna Söderhjelm och bror till kompositören Henrik Åström.

## Diskografi
- 1990 – Groupa: Månskratt
- 1991 – Mats Edén: Struling
- 1995 – Groupa: Imeland
- 1995 – Anders Nyberg: Himmelen inom
- 1996 – Gunnel Mauritzson: Silhuette
- 1998 – Groupa: Groupa 15 Years
- 1998 – Anders Hagberg: Earth songs
- 1999 – Groupa: Lavalek
- 1999 – Niss Kerstin Hallgren: Träd
- 2001 – Gunnel Mauritzson: Åter
- 2002 – Groupa: Fjalar
- 2003 – Gunnel Mauritzson: Raisu äut
- 2006 – Eva Sundlin: En magisk resa
- 2009 – Peter Elmberg: A feeling of Joy
- 2009 – Anders Nyberg: Kvintessens
- 2011 – Anders Nyberg: I djupet av mitt hjärta

## Föreställningar (i urval)

### Göteborgsoperan
- 2003 – "Fame - the Musical" - Kapellmästare
- 2004 – "Stoppa Världen - Jag vill kliva av"- Kapellmästare och medarrangör
- 2005 – "Skönheten och Odjuret" - Dirigent och Pianist
- 2006 – "Rocky Horror Show" - Musikalisk bearbetning och Kapellmästare
- 2007 – "Erik och Eva" - Kompositör och Kapellmästare
- 2008 – "Grymt" - Kapellmästare
- 2013–14 – "Carmencita Rockefeller" - Kapellmästare
- 2016–17 – "Hair" - Kapellmästare

### Göteborgs stadsteater
- 1989 – "Pojkbiten" - Kapellmästare och Kompositör
- 1990 – "En Fulings bekännelser" - Synth
- 2005 – "Kharmen" - Kapellmästare och medarrangör

### Rondo
- 2007 – "Cabaret" med Peter Jöback - Vikarierande Kapellmästare

## Publikationer
- Music structure determines heart rate variability of singers, Vickhoff, Åström, et al. Frontiers in Auditory Cognitive Neuroscience, 09 July 2013 | doi: 10.3389/fpsyg.2013.00334
- Musical Piloerection, Vickhoff, Åström et al. Music and Medicine April 2012 vol. 4 no. 2 82-89

## Fotnoter
1. ↑  ”Arkiverade kopian”. Arkiverad från originalet den 21 februari 2012. https://web.archive.org/web/20120221191852/http://www.musikalliansen.org/sv/mu. Läst 3 november 2012.